# Toronto City Hall
Il Toronto City Hall, chiamato anche New City Hall, è un complesso edilizio che ospita la sede dell'amministrazione municipale di Toronto nell'Ontario in Canada.
Progettato dall'architetto finlandese Viljo Revell (con Heikki Castrén, Bengt Lundsten e Seppo Valjus) e dall'architetto paesaggista Richard Strong e da Hannskarl Bandel, la costruzione iniziò il 7 novembre 1961 e fu inaugurato il 13 settembre 1965. Fu costruito per sostituire il vecchio edificio municipale, che aveva ospitato gli uffici amministrativi dal 1899.
Alla competizione internazionale per progettarlo parteciparono diversi studi italiani, tra cui Tekne.